# Arkadij e Boris Strugackij
I fratelli Arkadij Natanovič Strugackij (in russo Аркадий Натанович Стругацкий? ; Batumi, 28 agosto 1925 – Mosca, 12 ottobre 1991) e 
Boris Natanovič Strugackij (in russo Борис Натанович Стругацкий? ; Leningrado, 14 aprile 1933 – San Pietroburgo, 19 novembre 2012) sono stati due scrittori russi, autori di numerosi romanzi e racconti di genere fantascientifico.
Iniziarono a scrivere verso la metà degli anni '50 (dapprima solo racconti e poi, a partire dal 1959, anche romanzi), firmando per lo più insieme le proprie opere, senza tuttavia rinunciare a proporre, ciascuno per conto proprio, alcuni lavori sotto pseudonimo.

## Biografia
La famiglia Strugackij fu evacuata dall'assedio di Leningrado nel 1942 lungo la "strada della vita" (дорогa жизни) attraverso il lago Ladoga. Arkadij, il fratello maggiore, si arruolò nell'esercito e fu distaccato a Mosca, presso l'Istituto militare di lingue straniere. Si laureò nel 1949 come traduttore dall'inglese e dal giapponese. Insegnò alla Scuola di traduttori militari di Kansk e prestò servizio come traduttore in Estremo Oriente. Dopo aver cessato il servizio nell'esercito, nel 1955, ha lavorato a Mosca come redattore per le case editrici Goslitizdat (Chudožestvennaja Literatura) e Detgiz (Detskaja Literatura). Nel 1959 fu ammesso all'Unione dei giornalisti dell'URSS.
Alla sua morte, per sua volontà il corpo fu cremato e le sue ceneri furono disperse (in data 6 dicembre 1991) da un elicottero nei pressi di Rjazan', alla presenza di sei testimoni. Boris, il fratello minore, tornò a Leningrado nel 1945, nel 1950 si diplomò al liceo ma non fu accettato alla facoltà di fisica e presentò quindi domanda a quella di matematica e meccanica. Si laureò nel 1955 con una tesi in astronomia. Entrò nella scuola di specializzazione dell'osservatorio Pulkovo e vi prese poi servizio come ingegnere, addetto alle macchine di calcolo e analisi. Nel 1960 prese parte a una spedizione sul Caucaso nell'ambito di un programma per l'individuazione di un'area idonea all'installazione del Grande telescopio ottico BTA-6 dell'Accademia delle scienze dell'URSS.

Membro dell'Unione degli scrittori divenne, dal 1972, in sostituzione di Il'ja Varšavskij, capo del seminario di Leningrado di giovani scrittori di fantascienza (in seguito divenne noto come "seminario Boris Strugackij"). «Gli inferni che gli Strugackij avrebbero più tardi costruito per i loro astronomi-protagonisti riflettono l'effettivo inferno attraverso cui molti astronomi sovietici avevano vissuto durante gli anni delle purghe, un inferno che non si era ancora raffreddato quando BN era arrivato a Pulkovo nel 1955».

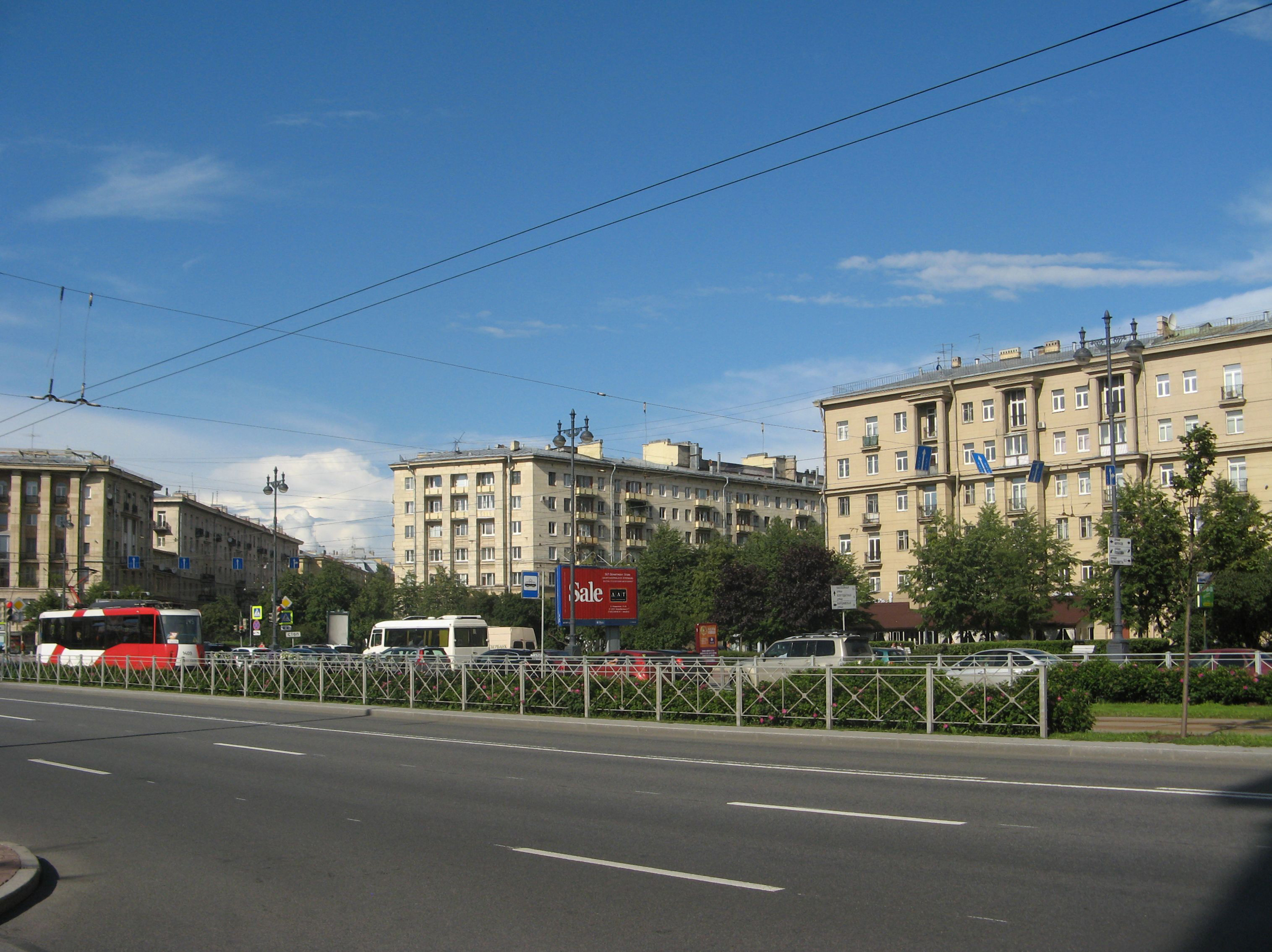
Piazza Fratelli Strugackij a San Pietroburgo

 Boris Strugackij è stato il fondatore e caporedattore dell'almanacco mensile di fantascienza Polden', XXI vek (Mezzogiorno, XXI secolo), pubblicato a partire dal 2002. Dopo la morte, la rivista si è rinnovata, diventando digitale e abbreviando il nome semplicemente in Polden'. Dopo la morte, il corpo di Boris Strugatskij fu cremato e le ceneri disperse sulle colline di Pulkovo. L'asteroide 3054, scoperto nel 1977 dall'astronomo russo Nikolaj Stepanovič Černych, fu battezzato "Strugackia" nel 1985, in onore dei fratelli Strugatskij.

## Carriera letteraria
(Arkadij N. Strugackij, trad. Stefano Bartoni, in Fantascienza e anni Sessanta in Unione sovietica, eSamizdat 2005 (III) 2-3, pp. 341)
La carriera dei fratelli Strugatskij prende il via sull'onda della fase di "disgelo" che visse il paese durante gli anni di Nikita Chruščëv. Tra la fine degli anni '50 e gli inizi degli anni '60 le opere sono caratterizzate da un forte ottimismo e da una certa vena didattica. Romanzi come Il paese delle nubi purpuree, La via verso Amaltea e Apprendisti portano i giovani lettori in giro per il sistema solare e infondono loro molte nozioni di astronomia. Gli anni tra il 1962 e il 1965 sono quelli dell'affermazione (i fratelli Strugackij diventano "Gli Strugatckij") e dell'illusione di poter vivere dei frutti del lavoro di scrittori. Un periodo molto prolifico in cui gli autori riescono a pubblicare una mezza dozzina di opere (tra cui classici come È difficile essere un dio e Lunedì inizia sabato).
A partire dal romanzo Le cose predatorie del secolo (1965) gli autori cominciano ad avvertire un'attenzione sempre più invasiva da parte della censura e si rendono conto di non aver più il favore dei vertici politico-editoriali. Sono gli anni di Leonid Brežnev e della stagnazione e proprio in coincidenza con questo periodo (a partire dalla metà degli anni '60) i fratelli virano temporaneamente verso la satira, già sperimentata in precedenza con Lunedì inizia sabato. Con l'eccezione de La seconda invasione dei marziani, alcuni romanzi vengono del tutto bloccati dalla censura e non trovano alcuno sbocco editoriale (così La favola della Trojka e La chiocciola sul pendio).
A partire dagli anni '70, e soprattutto in seguito al cambiamento radicale al vertice della Molodaja Gvardja (l'organo editoriale del Komsomol) gli Strugackij vengono osteggiati e boicottati apertamente, con la conseguenza che le loro pubblicazioni si fanno via via sempre più sporadiche. Sono gli anni dell'affermazione all'estero del romanzo Picnic sul ciglio della strada, soprattutto in seguito alla trasposizione cinematografica di Andrej Tarkovskij, e ciò acuisce ancor più il conflitto. La censura si abbatte anche su Brutti cigni e su La città condannata, un romanzo che peraltro gli autori scrissero direttamente per sé stessi, senza alcuna speranza di pubblicazione e che tennero nel cassetto per due decenni (roman napisan v stol). 
Solo a partire dalla metà degli anni '80, con l'avvento della glasnost', c'è la definitiva emancipazione degli autori e le loro opere vengono tutte pubblicate, in versione integrale.
Quando hanno pubblicato al di fuori della coppia, i fratelli Strugackij hanno sempre fatto uso di pseudonimi (S. Jaroslavcev per Arkadij e S. Vitickij per Boris).

## Opere pubblicate in coppia
(da un'intervista di Boris Višnevskij a Boris Strugackij, in Arkadij i Boris Strugackie, St. Petersburg, Terra Fantastika, 2003, p. 30)
| Titolo italiano                                                                                   | Titolo russo | anno                                   | Pubblicazioni italiane                                                           | Versione inglese                                                                                        |
| ------------------------------------------------------------------------------------------------- | --- | -------------------------------------- | -------------------------------------------------------------------------------- | --- |
| Il paese delle nubi purpuree                                                                      | in russo Страна багровых туч?, Strana bagrovych tuč                                                                  | 1959                                   | inedito                                                                          | inedito                                                                                                 |
| Dall'esterno                                                                                      | in russo Извне?, Izvne                                                                                               | 1960                                   | inedito                                                                          | From beyond, pubblicato anche come The visitors e The strangers                                         |
| La via verso Amaltea                                                                              | in russo Путь на Амальтею?, Put' na Amal'teju                                                                        | 1960                                   | inedito                                                                          | The way to Amalthea, pubblicato anche come Destination: Amaltheia                                       |
| Apprendisti                                                                                       | in russo Стажёры?, Stažëry                                                                                           | 1961                                   | inedito                                                                          | Space apprentice, pubblicato anche come Probationers                                                    |
| Tentativo di fuga, conosciuto anche come Fuga nel futuro                                          | in russo Попытка к бегству?, Popytka k begstvu                                                                       | 1962                                   | 1966, 1988                                                                       | Escape attempt                                                                                          |
| Arcobaleno lontano, conosciuto anche come Catastrofe planetaria                                   | in russo Далёкая Радуга?, Dalëkaja Raduga                                                                            | 1963                                   | 1967                                                                             | Far Rainbow                                                                                             |
| È difficile essere un dio                                                                         | in russo Трудно быть богом?, Trudno byt' bogom                                                                       | 1964                                   | 1989, 1996, 2005, 2023                                                           | Hard to be a god                                                                                        |
| Lunedì inizia sabato                                                                              | in russo Понедельник начинается в субботу?, Ponedel'nik načinaetsja v subbotu                                        | 1965                                   | 2019                                                                             | Monday Begins On Saturday, pubblicato anche come Monday Starts on Saturday                              |
| Le cose predatorie del secolo, conosciuto anche come L'ultimo cerchio del paradiso                | in russo Хищные вещи века?, Chiščnye vešči veka                                                                      | 1965                                   | 2022 (2 edizioni)                                                                | The final circle of paradise                                                                            |
| La chiocciola sul pendio, conosciuto anche come Il Direttorato                                    | in russo Улитка на склоне?, Ulitka na sklone                                                                         | 1965                                   | 1996, 2019                                                                       | Snail on the slope                                                                                      |
| La seconda invasione dei marziani                                                                 | in russo Второе нашествие марсиан?, Vtoroe našestvie marsian                                                         | 1966                                   | 1974                                                                             | The second invasion from Mars, pubblicato anche come The second martian invasion                        |
| Mezzogiorno. XXII secolo                                                                          | in russo Полдень, XXII век?, Polden', XXII vek                                                                       | 1967                                   | inedito (eccetto la pubblicazione separata di alcuni racconti che lo compongono) | Noon: 22nd century                                                                                      |
| La favola della Trojka                                                                            | in russo Сказка о Тройке?, Skazka o Trojke                                                                           | 1967                                   | 2023                                                                             | Tale of the Troika                                                                                      |
| Brutti cigni                                                                                      | in russo Гадкие лебеди?, Gadkie lebedi                                                                               | 1966-1967                              | 2023 (incluso in Destino zoppo)                                                  | |
| L'isola abitata                                                                                   | in russo Обитаемый остров?, Obitaemyj ostrov                                                                         | 1969                                   | 2021                                                                             | Prisoners of power, pubblicato anche come The inhabited island                                          |
| L'hotel "All'Alpinista morto", edito in Italia come L'albergo dell'alpinista morto                | in russo Отель «У Погибшего Альпиниста»?, Otel' «u Pogibšego Al'pinista»                                             | 1970                                   | 2022                                                                             | Dead Mountaineer's Inn; la versione nota come Inspector Glebsky's Puzzle non fu in realtà pubblicata    |
| Bambino                                                                                           | in russo Малыш?, Malyš                                                                                               | 1971                                   | inedito                                                                          | Space Mowgli                                                                                            |
| Picnic sul ciglio della strada                                                                    | in russo Пикник на обочине?, Piknik na obočine                                                                       | 1972                                   | 1982, 1988, 2003, 2011, 2015, 2022                                               | Roadside Picnic                                                                                         |
| Il ragazzo dall'inferno                                                                           | in russo Парень из преисподней?, Paren' iz preispodnej                                                               | 1974                                   | inedito                                                                          | The kid from hell                                                                                       |
| Un miliardo di anni prima della fine del mondo                                                    | in russo За миллиард лет до конца света?, Za miliard let do kontsa sveta                                             | 1974                                   | 2017                                                                             | pubblicato come Definitely maybe (nel 1978) e come One billion years to the end of the world (nel 2020) |
| La città condannata                                                                               | in russo Град обреченный?, Grad obrečennyj                                                                           | 1975 (ma rimasto inedito fino al 1989) | 2020                                                                             | The doomed city                                                                                         |
| Lo scarabeo nel formicaio                                                                         | in russo Жук в муравейнике?, Žuk v muravejnike                                                                       | 1979                                   | 1988, 2024                                                                       | Beetle in the anthill                                                                                   |
| Racconto su amicizia e inimicizia (racconto lungo)                                                | in russo Повесть о дружбе и недружбе?, Povest' o družbe i nedružbe                                                   | 1980                                   | inedito                                                                          | A tale of true and false friendship                                                                     |
| Destino zoppo                                                                                     | in russo Хромая судьба?, Chromaja sud'ba                                                                             | 1984                                   | 2023                                                                             | Lame fate                                                                                               |
| Le onde placano il vento, anche conosciuto come Passi nel tempo                                   | in russo Волны гасят ветер?, Volny gasjat veter                                                                      | 1986                                   | 1988, 2023                                                                       | The time wanderers                                                                                      |
| Schiacciati dal male, ovvero quarant'anni dopo                                                    | in russo Отягощённые злом, или Сорок лет спустя?, Otjagaščennye zlom, ili sorok let spustja                          | 1988                                   | inedito                                                                          | Those burdened by evil (ne è stato pubblicato solo un estratto nel 2015)                                |
| Giudei della città di Piter, ovvero Malinconiche conversazioni a lume di candela (opera teatrale) | in russo Жиды города Питера, или Невесёлые беседы при свечах ?, Židy goroda Pitera, ili Nevesëlye besedy pri svečach | 1990                                   | inedito                                                                          | The Kikes of Peter's town or unhappy discourses by candlelight                                          |

### Elenco delle opere (racconti e romanzi) tradotte in italiano
- 1958 - Spontannyj refleks (racconto). Traduzione italiana: Riflesso spontaneo, in Galassia, n. 28 (vo. intitolato Elephas sapiens), Casa Ed. La Tribuna, 1963.
- 1959 – Zabytyj eksperiment (racconto). Traduzione italiana: L'esperimento dimenticato in 14 racconti di fantascienza russa, a cura di Jacques Bergier, Giangiacomo Feltrinelli Editore, Milano, 1961
- 1959 – Šest' spiček (racconto). Traduzione italiana: I sei fiammiferi in 14 racconti di fantascienza russa, a cura di Jacques Bergier, Giangiacomo Feltrinelli Editore, Milano, 1961. Presente anche in Antologia Internazionale di Fantascienza, Editrice Nord, Milano, 1987.
- 1959 – Belyj Konus Alaida (racconto). Traduzione italiana: Il bianco cono di Alaid in 14 racconti di fantascienza russa, a cura di Jacques Bergier, Giangiacomo Feltrinelli Editore, Milano, 1961.
- 1959 – Ispytanie "SKIBR" (racconto). Traduzione italiana: Esperimento «Sec» in Fantascienza: Guerra sociale?, Le Situazioni 26, Silva Editore, 1965; raccolta riedita nel 2013 da Mimesis Edizioni (ISBN 9788857520087).
- 1961 – Perestarok (racconto). Traduzione italiana: Un matusa in I nipoti di Zamjàtin. Antologia di fantascienza sovietica, Lunarionuovo, 1986
- 1962 – Popytka k begstvu. Traduzione italiana: Fuga nel futuro, Edizioni FER, Roma, 1966; Tentativo di fuga, Editori Riuniti, Roma, 1988 (in appendice a Lo scarabeo nel formicaio)
- 1963 – Dalëkаja Raduga. Traduzione italiana: Catastrofe planetaria, Edizioni FER, Roma, 1967
- 1963 - Bednye zlye ljudi (racconto). Traduzione italiana: Povera gente crudele, Slavia, rivista trimestrale di cultura, anno XXX, n. 4 del 2021
- 1963 - K voprosu o ciklotacii (racconto). Traduzione italiana: A proposito della ciclotazione, In appendice a La favola della Trojka, Vicenza, Ronzani, 2023.
- 1964 – Trudno byt' bogom. Traduzione italiana: È difficile essere un dio, Urania n. 1109, 1989. Marcos y Marcos, 2023.
- 1964 – Ponedel'nik načinaetsja v subbotu. Traduzione italiana: Lunedì inizia sabato, Ronzani Editore, 2019 ISBN 978-8894911367
- 1965 - Chiščnye vešči veka. Traduzione italiana: L'ultimo cerchio del Paradiso, Urania n. 1703 (2022), Urania 70 anni di futuro n. 41 (2022).
- 1965 – Ulitka na sklone. Traduzione italiana: Il Direttorato, Urania n. 1277, 1996; La chiocciola sul pendio, Carbonio Editore, ottobre 2019
- 1966 – Vtoroe našestvie marsian. Traduzione italiana: La seconda invasione dei marziani, dall'Oglio editore, 1974
- 1967 - Skazka o Trojke. Traduzione italiana: La favola della Trojka, Vicenza, Ronzani Editore, 2023 (ISBN 979-12-5997-090-9).
- 1968 - Obitaemyj ostrov. Traduzione italiana: L'isola abitata, Carbonio editore, 2021
- 1969 - Otel' "U Pogibšego Al'pinista". Traduzione italiana: L'albergo dell'alpinista morto, Carbonio ed., 2022
- 1972 – Piknik na obočine. Traduzione italiana: Picnic sul ciglio della strada, in Noi della galassia. Cinque storie di fantascienza, Editori Riuniti, Roma, 1982; Picnic sul ciglio della strada, Marcos y Marcos, Milano, 2022.
- 1975 - Grad obrečennij. Traduzione italiana: La città condannata, Carbonio Editore, 2020 ISBN 978-8832278088
- 1976 - Za milliard let do konca sveta. Traduzione italiana: Un miliardo di anni prima della fine del mondo, Marcos y Marcos, Milano, 2017
- 1979 – 1980 - Žuk v muravejnike. Traduzione italiana: Lo scarabeo nel formicaio, Editori Riuniti, Roma, 1988 (ISBN 88-359-3201-7); Carbonio Editore, 2024 ISBN 979-1280794161
- 1984 - Chromaja Sud'ba. Traduzione italiana: Destino zoppo, Carbonio ed., 2023.
- 1986 – Volny gasjat veter. Traduzione italiana: Passi nel tempo, Urania n. 1082, 1988; Le onde placano il vento, Urania collezione n. 242, 2023.

## Racconti scritti insieme

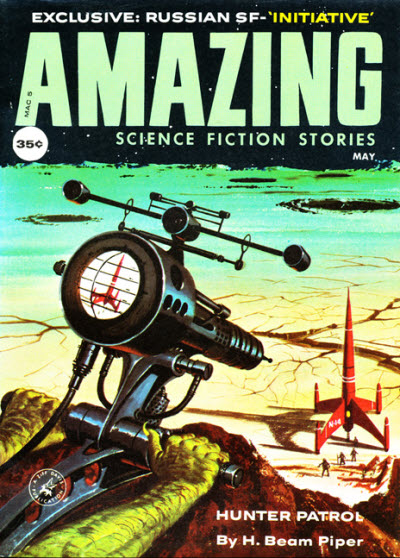
Riflesso spontaneo appare su Amazing Stories del 1959 (come Initiative)

Di seguito è riportato l'elenco dei racconti:

### La raccoltaŠest' spiček
La raccolta Šest' spiček (Шесть спичек, lett. I sei fiammiferi) fu pubblicata nel 1960 e conteneva:
- Dall'esterno (in russo Извне?, Izvne, romanzo breve scritto nel 1958);
- Ricerca in profondità (in russo  Глубокий поиск?, 'Glubokij poisk', scritto nel 1959), racconto poi apparso in Mezzogiorno. XXII secolo;
- L'esperimento dimenticato (in russo  Забытый эксперимент?, 'Zabytyj eksperiment', scritto nel 1959);
- I sei fiammiferi (in russo  Шесть спичек?, 'Šest' spiček', scritto nel 1959);
- Esperimento «SEC» nella pubblicazione italiana (in russo  Испытание «СКИБР»?, 'Ispytanie «SKIBR»', scritto nel 1959);
- Ipotesi particolari (in russo  Частные предположения?, 'Častnye predpoloženija', scritto nel 1959);
- Fallimento (in russo  Поражение?, 'Poraženie', scritto nel 1959), racconto poi apparso in Mezzogiorno. XXII secolo

### Altri racconti
- La febbre delle sabbie (in russo  Песчаная горячка?, 'Pesčanaja gorjačka', scritto nel 1955 e pubblicato per la prima volta nel 1990);
- L'uomo da Pasifida (in russo  Человек из Пасифиды?, 'Čelovek iz Pasifidy', scritto nel 1957, pubblicato nel 1962);[11]
- Riflesso spontaneo (in russo  Спонтанный рефлекс?, 'Spontannyj refleks', scritto e pubblicato nel 1958); secondo gli storici russi Dmitrij Volodichin e Gennadij Praškevič è stato questo racconto «a condurre gli Strugatskij nel mondo della SF»;[12]
- La gigantesca fluttuazione (in russo  Гигантская флюктуация?, 'Gigantskaja fljuktuacija', scritto nel 1958 e pubblicato per la prima volta nel 2005);
- Quasi gli stessi (in russo  Почти такие же?, 'Počti takie že', scritto nel 1959 e pubblicato per la prima volta nel 1960), racconto poi apparso in Mezzogiorno. XXII secolo;
- Circostanze estreme (in russo  Чрезвычайное происшествие?, 'Črezvyčajnnoe proisšestvie', scritto nel 1959 e pubblicato per la prima volta nel 1960);
- Truppe da sbarco (in russo  Десантники?, 'Desantniki', scritto nel 1959 e pubblicato per la prima volta nel 1961), racconto poi apparso in Mezzogiorno. XXII secolo;
- Un matusa, nella versione italiana (in russo  Перестарок?, 'Perestarok', scritto nel 1959 e pubblicato per la prima volta nel 1961), racconto poi apparso in Mezzogiorno. XXII secolo;
- Tovaglia magica (in russo  Скатерть-самобранка?, 'Skatert'-samobranka', scritto nel 1959 e pubblicato per la prima volta nel 1961), racconto poi apparso in Mezzogiorno. XXII secolo, anche se in alcune edizioni è stato omesso;
- Notte su Marte (in russo   Ночь на Марсе?, 'Noč na Marse', scritto e pubblicato per la prima volta nel 1960), racconto poi apparso in Mezzogiorno. XXII secolo e che ha anche avuto il titolo alternativo Notte nel deserto (Ночь в пустыне);
- Un pianeta ben sviluppato (in russo  Благоустроенная планета?, 'Blagoustroennaja planeta', scritto nel 1960 e pubblicato per la prima volta nel 1961), racconto poi apparso in Mezzogiorno. XXII secolo;
- Il ritorno (in russo  Возвращение?, 'Vozvraščenie', scritto nel 1960 e pubblicato per la prima volta nel 1961), racconto poi apparso in Mezzogiorno. XXII secolo, titolo alternativo I pazienti del dottor Protos (Пациенты доктора Протоса);
- I due del «Tajmyr» (in russo  Двое с «Таймыра»?, 'Dvoe s «Tajmyra»', scritto nel 1960 e pubblicato per la prima volta nel 1961), racconto poi apparso in Mezzogiorno. XXII secolo;
- Il mistero della gamba posteriore (in russo  Загадка задней ноги?, 'Zagadka zadnej nogi', scritto nel 1960 e pubblicato per la prima volta nel 1961), racconto poi apparso in Mezzogiorno. XXII secolo;
- Come sarete (in russo  Какими вы будете?, 'Kakimi vy budete', scritto nel 1960 e pubblicato per la prima volta nel 1961), racconto poi apparso in Mezzogiorno. XXII secolo;
- Strade semoventi (in russo  Самодвижущиеся дороги?, 'Samodvižuščiesja dorogi', scritto nel 1960 e pubblicato per la prima volta nel 1961), racconto poi apparso in Mezzogiorno. XXII secolo;
- Candele davanti alla consolle (in russo  Свечи перед пультом?, 'Sveči pered pul'tom', scritto nel 1960 e pubblicato per la prima volta nel 1961), racconto poi apparso in Mezzogiorno. XXII secolo;
- Appuntamento (in russo  Свидание?, 'Svidanie', scritto nel 1960 e pubblicato per la prima volta nel 1961), racconto poi apparso in Mezzogiorno. XXII secolo; titolo alternativo: Gente, gente... (Люди, люди…);
- Scienze naturali nel mondo delle anime (in russo  Естествознание в мире духов?, 'Estestvoznanie v mire duchov', scritto nel 1960 e pubblicato per la prima volta nel 1962), racconto poi apparso in Mezzogiorno. XXII secolo;
- Cospiratori (in russo  Злоумышленники?, 'Zloumyšlenniki', scritto nel 1960 e pubblicato per la prima volta nel 1962), racconto poi apparso in Mezzogiorno. XXII secolo;
- Moby Dick (in russo   Моби Дик?, 'Mobi Dik', scritto nel 1960 e pubblicato per la prima volta nel 1962), racconto poi apparso in Il ritorno, primissima variante di Mezzogiorno. XXII secolo;
- Tormento dello spirito (in russo  Томление духа?, 'Tomlenie ducha', scritto nel 1960 e pubblicato per la prima volta nel 1962), racconto poi apparso in Mezzogiorno. XXII secolo;
- Immersione al reef Octopus (in russo  Погружение у рифа Октопус?, 'Pogruženie u rifa Oktopus', scritto nel 1960 e pubblicato per la prima volta in un'antologia del 2015);
- La presidenza CEM (in russo   Президиум ЭСМ?, 'Prezidium ESM', scritto nel 1961 e pubblicato per la prima volta in un'antologia del 2005); sta per presidenza del Consiglio Economico Mondiale;
- Su vagabondi e viaggiatori (in russo  О странствующих и путешествующих?, 'O stranstvujuščich i putešestvujuščich', scritto nel 1962 e pubblicato per la prima volta nel 1963), racconto poi apparso in Mezzogiorno. XXII secolo;
- La macchina del tempo (quasi secondo H. G. Wells) (in russo  Машина времени (почти по Г. Дж. Уэллсу)?, 'Mašina vremeni (počti po G. Dž. Uellsu', scritto nel 1962 e pubblicato per la prima volta nel 2005);
- Segnale stradale (in russo  Дорожный знак?, 'Dorožnyj znak', scritto nel 1962 e pubblicato per la prima volta nel 2017);
- I primi uomini sulla prima zattera (in russo  Первые люди на первом плоту?, 'Pervye ljudi na pervom plotu', scritto nel 1962 e pubblicato per la prima volta nel 1968), noto anche come I nomadi volanti e I vichinghi;
- Povera gente malvagia (in russo  Бедные злые люди?, 'Bednye zlye ljudi', scritto nel 1963 e pubblicato per la prima volta nel 1990);
- A proposito della ciclotazione (in russo   К вопросу о циклотации ?, 'K voprosu o tsiklotatsii', scritto nel 1963 e pubblicato per la prima volta nel 2008)

## Opere pubblicate separatamente
(così Kevin Reese in Celestial hellscapes. Cosmology as the key to the Strugatskiis' science fiction, Academic Studies Press, 2019, p. XIII (A Note on the names of our “Author”) )

### Romanzi pubblicati da Arkadij Strugackij, sotto lo pseudonimo di S. Jaroslavcev
| Titolo italiano                         | Titolo russo                                                                     | Prima pubblicazione russa | Pubblicazioni italiane | Versione inglese                       |
| --------------------------------------- | -------------------------------------------------------------------------------- | ------------------------- | ---------------------- | -------------------------------------- |
| Spedizione all'inferno                  | in russo Экспедиция в преисподнюю?, Ėkspeditsja v preispodnjuju                  | 1984                      | inedito                | inedito                                |
| Dettagli della vita di Nikita Vorontsov | in russo Подробности жизни Никиты Воронцова?, Podrobnosti žizni Nikity Voroncova | 1984                      | 1991                   | The Details of Nikita Vorontsov's Life |
| Il diavolo tra la gente                 | in russo Дьявол среди людей?, D'javol sredi ljudej                               | 1993                      | inedito                | inedito                                |

### Romanzi pubblicati da Boris Strugatskij, sotto lo pseudonimo di S. Vititskij
| Titolo italiano                                                     | Titolo russo | Prima pubblicazione russa | Pubblicazioni italiane | Versione inglese |
| ------------------------------------------------------------------- | --- | ------------------------- | ---------------------- | ---------------- |
| La ricerca del destino, ovvero Il ventisettesimo teorema dell'etica | in russo Поиск предназначения, или Двадцать седьмая теорема этики?, Poisk prednaznačenija, ili dvatsat' sed'maja teorema etiki | 1995                      | inedito                | inedito          |
| Gli impotenti di questo mondo                                       | in russo Бессильные мира сего?, Bessiln'nye mira sego                                                                          | 2003                      | inedito                | inedito          |

I due autori risultano aver pubblicato singolarmente anche altri lavori minori di narrativa, lunga e breve, (Arkadij, ad esempio, come coautore insieme ad altri) e poesia, oltre a un gran numero di articoli.

## La raccolta delle opere complete
In Russia l'opera dei fratelli Strugackij è oggetto di grande attenzione. Molte le raccolte pubblicate nel corso degli anni, a cui via via si aggiungevano materiali inediti. La più importante e completa è l'opera omnia in 33 tomi (Полное Собрание сочинений в 33 томах) per l'editore di Gerusalemme Mlečnij put' (lett. Via lattea) a cura di Sveltlana Bondarenko e Leonid Filippov e con l'attivo sostegno del gruppo dei "Ljudeny", studiosi e appassionati strugackiani. L'opera contiene tutta la produzione dei fratelli Strugackij, sia letteraria (romanzi, racconti, poesie, sceneggiature, versioni complete e alternative, con una fitta rete di commenti e comparazioni) oltre che saggistica, pubblicistica ed epistolare.
Da segnalare anche la serie Миры братьев Стругацких (I mondi dei fratelli Strugackij), pubblicata da Terra Fantastica e AST tra il 1996 e il 2009 e che comprende 28 volumi, inclusi quelli denominati Неизвестные Стругацкие (Gli Strugatskij sconosciuti) che hanno reso accessibili per la prima volta molti materiali inediti. Un volume della serie (il n. 14) contiene anche alcune traduzioni russe di Arkadij Strugackij di alcuni classici della fantascienza come Il giorno dei trifidi di John Wyndham.

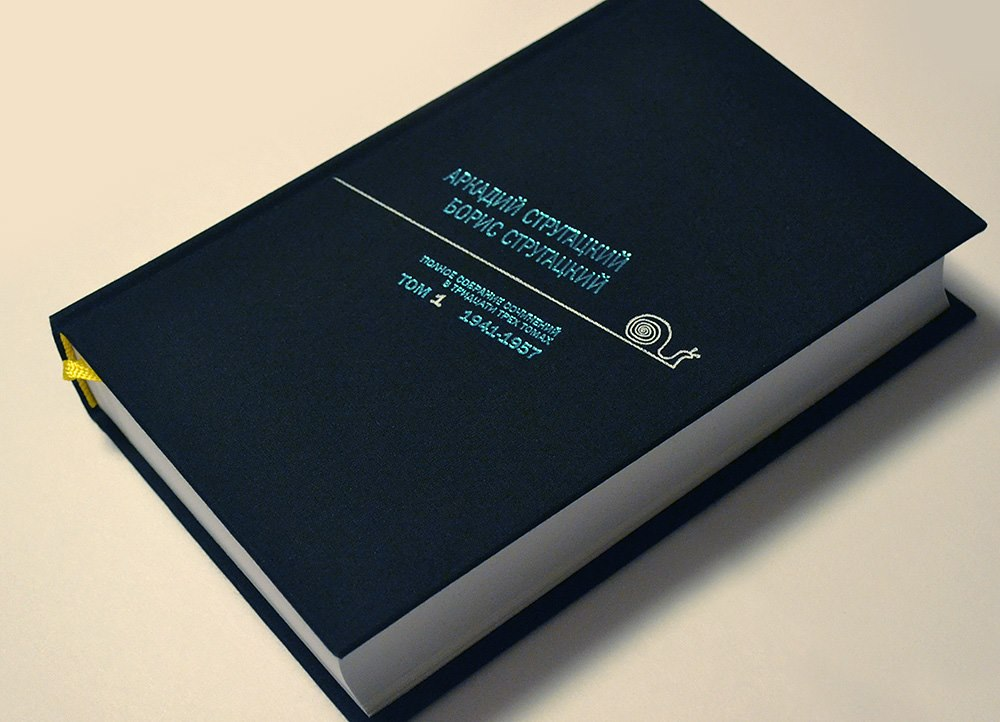
Il primo volume dell'opera omnia, uscito nel 2017. Il simbolo è la chiocciola sul pendio.

## L'universo del Mezzogiorno
L'universo (o Mondo) del Mezzogiorno (in russo Мир Полудня, traslitterato Mir Poludnja) è un mondo letterario in cui si svolgono gli eventi descritti in alcuni romanzi dei fratelli Strugatskij. Esso si colloca nel XXII e XXIII secolo, dopo la realizzazione dell'utopia comunista. I fratelli Strugatskij si tengono sempre (e consapevolmente) ben lontani dalla narrativa utopica (La nebulosa di Andromeda di Ivan Efremov, apripista della seconda ondata di fantascienza russa) e, in effetti, i loro personaggi non sono mai idealizzati, ma colti dal presente. Inizialmente concepito come universo nel quale gli autori stessi "avrebbero voluto vivere e lavorare", l'Universo del Mezzogiorno non è mai rimasto statico ma si è via via sviluppato, arricchendosi di sfumature e contraddizioni, di problemi e conflitti, analogamente al mondo terrestre della nostra epoca. Il testo più rappresentativo è "Mezzogiorno, XXII secolo" (da cui il nome deriva), mentre l'ultimo è Passi nel tempo (edizione italiana di Волны гасят ветер, lett. Le onde placano il vento).
Il Consiglio Mondiale, che governa il pianeta Terra, è composto da uomini di scienza o di lettere (storici, medici, biologi, fisici ecc.). I problemi sociali e ambientali sono risolti. L'umanità ha imparato a padroneggiare i viaggi interstellari e dispone di tecnologie avveneristiche quali il trasporto-0 e la "deritrinitazione". Vengono stabiliti contatti con civiltà extraterrestri, alla cui regolazione è preposta l'apposita commissione COMCOM (Commissione sul Contatto). Il primati morale e tecnologico terrestre si basa sull'istruzione che è il vero fulcro della Terra del futuro. I terrestri hanno anche imparato a rafforzare il proprio organismo con "bioblocco" e "fukamizzazione" per contrastare agenti patogeni e radiazioni. Si tratta comunque di traguardi che sono l'epilogo di processi storici molto conflittuali (es. fobie di massa, fukamifobia ecc.).
Una delle figure caratteristiche è quella del "progressore". Si tratta di un agente terrestre che viene infiltrato all'interno delle civiltà umanoidi meno avanzate, al fine di studiare e agevolare - per lo più indirettamente - il loro sviluppo proteggendo gli studiosi, gli umanisti e gli scienziati e financo cercando di facilitare il rovesciamento di governi autoritari e violenti (si cerca sempre di aiutare i c.d. "fratelli d'intelletto").
Nel corso dell'esplorazione dell'universo i terrestri hanno raccolto una serie di indizi da cui sembra potersi supporre l'esistenza di una super-civiltà misteriosa, i cui scopi restano ignoti e indecifrabili, ancorché si supponga che miri a sua volta a far progredire gli altri esseri senzienti. Si tratta dei cosiddetti "Stranniki" (a seconda delle traduzioni: "Nomadi", "Vagabondi" o "Erranti"). Il livello estremamente superiore di questa supposta super-civiltà fa sì che il presunto "bene" a cui ispirerebbe sia in realtà un "super-bene" vale a dire un concetto indecifrabile, estraneo all'umanità e che potrebbe anche rappresentare una minaccia. Una parte considerevole di misteri riguardo agli "Stranniki" viene svelata nel capitolo finale del ciclo (il romanzo Le onde placano il vento nell'edizione italiana).

### Pianeti dell'Universo del Mezzogiorno
- Arca (Kovčeg): descritto in Malyš (Bambino).
- Arcobaleno (Raduga): descritto in Arcobaleno lontano. Usato per scopi di ricerca scientifica.
- Arkanar: descritto in È difficile essere un dio.
- Garrota: menzionato in Malyš (Bambino). Popolato da una specie aliena non-umanoide (le lumache garrotiane).
- Giganda: descritto ne Il ragazzo dall'inferno, popolato da una specie umanoide.
- Gorgona
- Leonida: menzionato in varie opere. Abitato da una specie umanoide in perfetta simbiosi con la biosfera.
- Marte: reca segni di antiche forme di vita nonché del passaggio di qualche super-civiltà (i satelliti Phobos e Deimos sono artificiali).
- Pandora: descritto ne L'inquietudine (prima variante de La chiocciola sul pendio) e menzionato in varie altre opere. Celebre per la sua lussureggiante flora e per la sua straordinaria fauna (i tachorg, per esempio), spesso oggetto di caccia sportiva.
- Panta: menzionato in Malyš (Bambino). I pantiani sono una specie aliena umanoide che è sull'orlo di una catastrofe planetaria (a causa dell'evoluzione del proprio sole). Si prevede il loro trasferimento in massa sul pianeta Arca.
- Pianeta delle Sabbie Blu: visitato dall'astronave Tajmyr.
- Ružena
- Sarakš: descritto ne L'isola abitata. Popolato da una specie umanoide, da mutanti e da cinoidi (a causa della guerra nucleare).
- Saula: descritto in Tentativo di fuga. Popolato da una specie umanoide.
- Speranza (Nadežda): descritto ne Lo scarabeo nel formicaio, fu colpito da una immane catastrofe (la popolazione invecchia precocemente).
- Tagora: menzionato in varie opere. Popolato da una civiltà umanoide.
- Terra
- Tissa
- Vladislava
- Jaila: una versione più pericolosa di Pandora.

### Romanzi e racconti rientranti nel Ciclo del Mezzogiorno
- Esperimento «SEC» (racc.)
- Ipotesi particolari (racc.)
- Mezzogiorno. XXII secolo (tecnicamente si tratta di un ciclo di racconti)
- Tentativo di fuga (anche noto come Fuga nel futuro)
- Arcobaleno lontano (anche noto come Catastrofe planetaria)
- È difficile essere un dio
- L'inquietudine (variante originaria di La chiocciola sul pendio, anche nota come Il direttorato)
- L'isola abitata
- Bambino
- Il ragazzo dall'inferno
- Lo scarabeo nel formicaio
- Le onde placano il vento (anche noto come Passi nel tempo)

#### Opere considerate pre-Mezzogiorno (ambientate in un XX e XXI secolo alternativi)
- Il paese delle nubi purpuree
- La via verso Amaltea
- Apprendisti
- Le cose predatorie del secolo
- Riflesso spontaneo (racc.)
- Circostanze estreme (racc.)

Le varie opere del ciclo non sono tecnicamente l'una il seguito dell'altra, ma facendo parte del medesimo continuum narrativo, condividono fatti e personaggi (ad es. il ciclo di Ivan Žilin, il ciclo di Maksim Kammerer ecc.), in modo che è possibile stilare una cronologia abbastanza accurata degli eventi scientifici e sociopolitici più rilevanti accaduti tra il XX e il XXII secolo.

## Filmografia
(così lo scrittore russo Kir Bulyčëv nel breve saggio Ne otvlekajsja... (Non ti distrarre...), in Pis'ma. Rabočie dnevniki. 1963-1966 gg., serie Neizvestnie Strugackie, edita da AST, 2009, pag. 67.  )
Qui sotto una lista (parziale) di film basati sui romanzi dei fratelli Strugackij e/o su sceneggiature dei medesimi.
- Lunedì inizia sabato per la regia di A. Belinskij (1965), dal romanzo omonimo
- Stalker per la regia di Andrej Tarkovskij (1979), tratto da Picnic sul ciglio della strada
- Hukkunud Alpinisti hotell per la regia di Grigori Kromanov (1979), dal romanzo Otel "U Pogibšego Al'pinista
- Čarodei (lett. Maghi) per la regia di K. Bromberg (1982), ispirato a Lunedì inizia sabato
- Quell'ultimo giorno - Lettere di un uomo morto per la regia di Konstantin Lopušanskij (1986)
- I giorni dell'eclisse per la regia di Aleksandr Sokurov (1989), dal romanzo Za milliard let do konca sveta
- È difficile essere un dio (1989), per la regia di Peter Fleischmann, dal romanzo omonimo
- Tentazione B. per la regia di Arkadij Sirenko (1990), basato su Cinque cucchiai di elisir, sceneggiatura tratta da romanzo Destino Zoppo
- Brutti cigni (Gadkie lebedi) per la regia di Konstantin Lopušanskij (2006), basato sul romanzo omonimo
- L'isola abitata (Obitaemyj ostrov - The inhabited island) per la regia di Fëdor Bondarčuk (2009)
- È difficile essere un dio (2013), per la regia di Aleksej Jur'evič German, dal romanzo omonimo

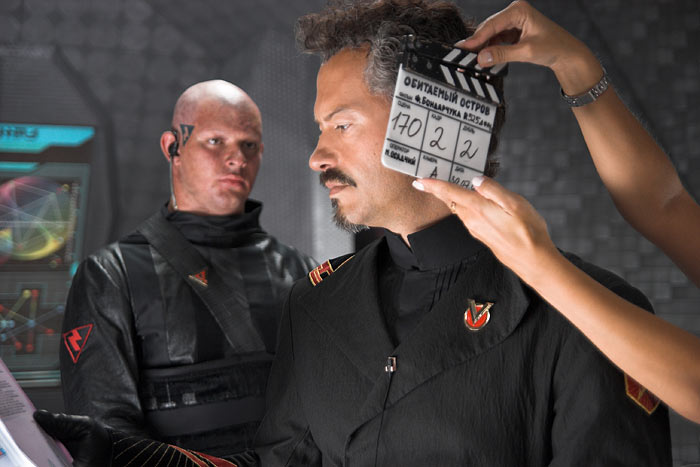
Il regista-attore Fëdor Bondarčuk in una scena di Inhabited island

## Altri media
- Hard To Be a God, videogioco tratto da È difficile essere un dio
- Hukkunud Alpinisti hotell, videogioco tratto dal film Hukkunud Alpinisti hotell ispirato a Otel "U Pogibšego Al'pinista
- S.T.A.L.K.E.R., videogioco ispirato al film (Stalker) del regista russo Tarkovskij, a sua volta ispirato a Picnic sul ciglio della strada